# 3 août 1953
Le lundi 3 août 1953 est le 215e jour de l'année 1953.

## Naissances
- Bob Gross, joueur de basket-ball américain
- Eberhard Weise, bobeur allemand
- Jean-Pierre Gorges, personnalité politique française
- Marlene Dumas, artiste sud-africaine
- Paulo Isidoro, footballeur brésilien
- Raouf Cheikhrouhou, journaliste tunisien
- Shéu, footballeur portugais
- Tony Bond, joueur anglais de rugby à XV
- Yun Byung-se, homme politique sud-coréen

## Décès
- Désiré Vandemoortele (né le 12 mai 1871), politicien belge
- Gabriele von Schrenck-Notzing (née le 18 juillet 1872), aviatrice allemande
- Harry Jackson (né le 15 avril 1896), caméraman américain
- Tod Morgan (né le 25 décembre 1902), boxeur américain

## Événements
- Le Lockheed L-749A Constellation immatriculé F-BAZS de la compagnie Air France amerrit d’urgence non loin de Fethiye en Turquie, après avoir perdu l'usage de 2 moteurs sur 4, à cause d'une rupture d’une pale d’hélice. L'accident fait 4 morts[1].